# 六牙白象

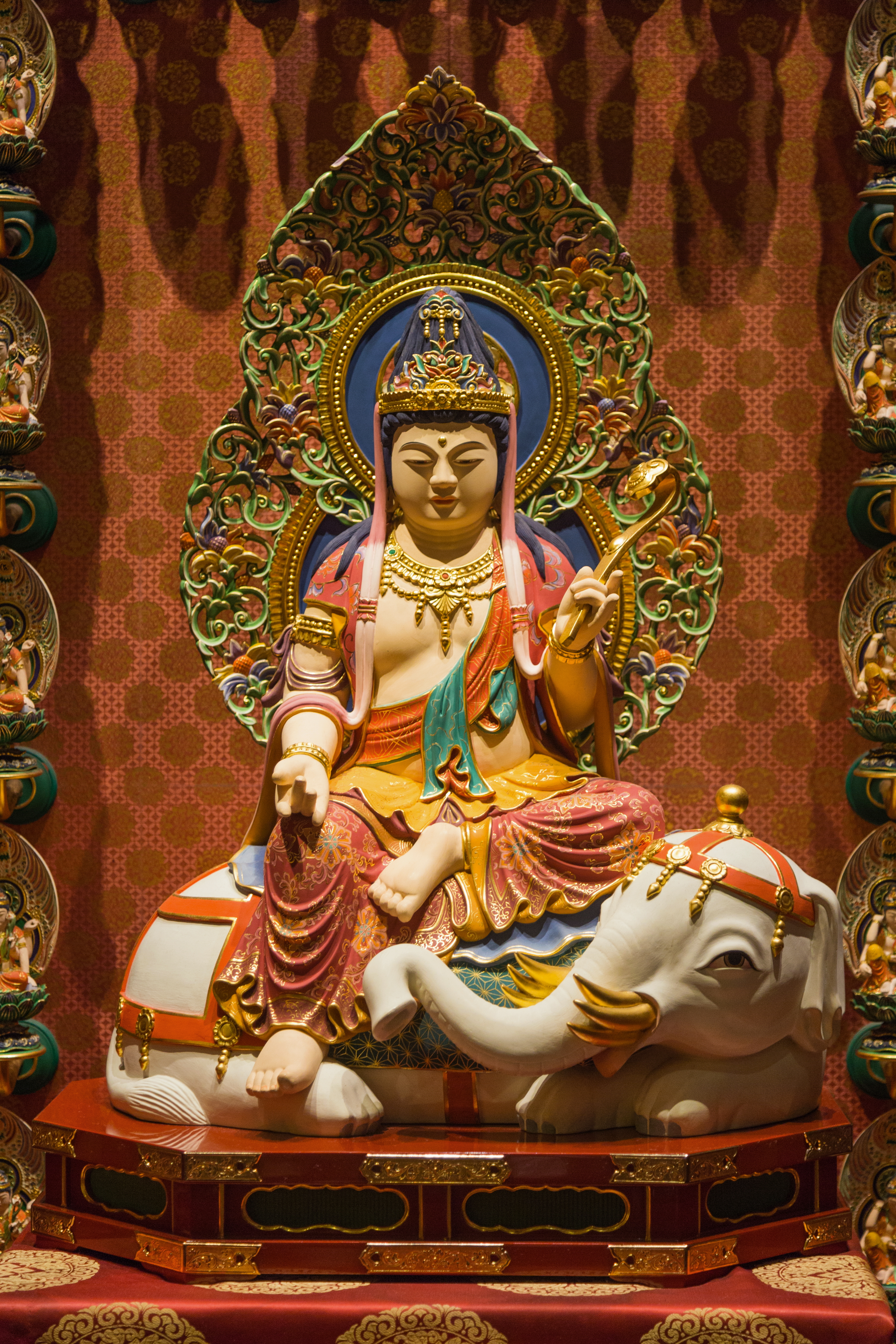
普賢菩薩乘坐於六牙白象之上

六牙白象為普賢菩薩之坐騎。如其名，此白象有三對象牙，但藝術形象之創作中，亦有一對之造型，或是三首象，也有普賢菩薩乘坐於四頭白象上。

## 文學形象
在《西遊記》中，白象與文殊菩薩的青獅和孔雀明王的兄弟・大鵬金翅鵰一同下凡七日（約凡間數千年），化作妖怪黃牙老象（為二大王），以獅駝嶺獅駝洞為據點，手下有數名妖怪。因為企圖吃唐僧肉而與孫悟空、豬八戒和沙悟淨交戰，除了孫悟空，其餘三名皆為三妖擄獲。敵不過三妖，孫悟空便前去請了文殊菩薩、普賢菩薩，與如來佛祖來協助，才順利將三妖收服。

在《封神演義》中，白象為截教門徒靈牙仙。由於火靈聖母與廣成子的衝突，加上申公豹的挑撥離間，使得截教與闡教發生衝突，進而開戰。於萬仙陣之戰時，金光仙執掌「兩儀陣」迎戰闡教門徒與周軍，但為普賢真人（普賢菩薩於書中的前身）以太極符印擊敗而現出原形，並成為普賢真人之坐騎。

## 關聯圖像

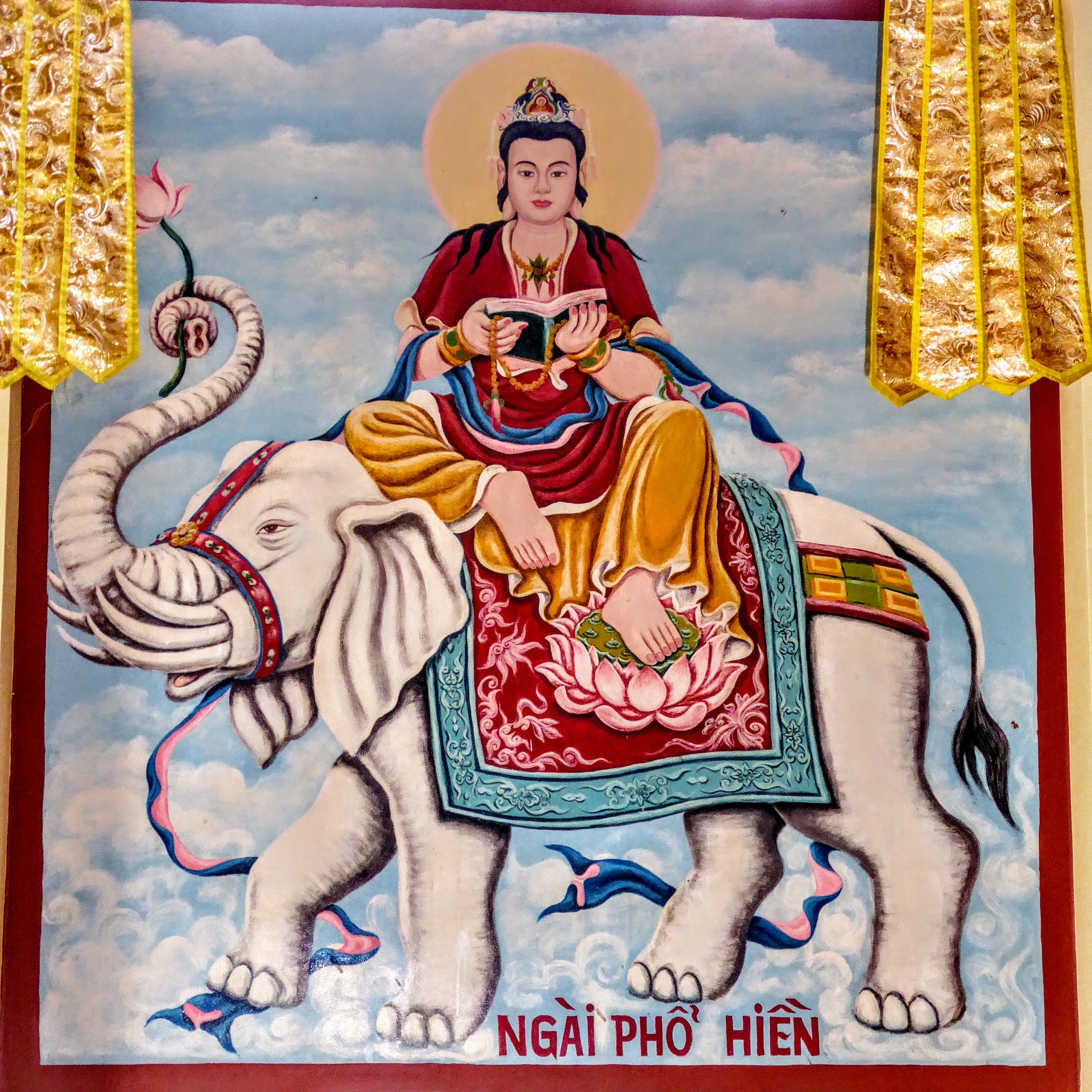
三對象牙
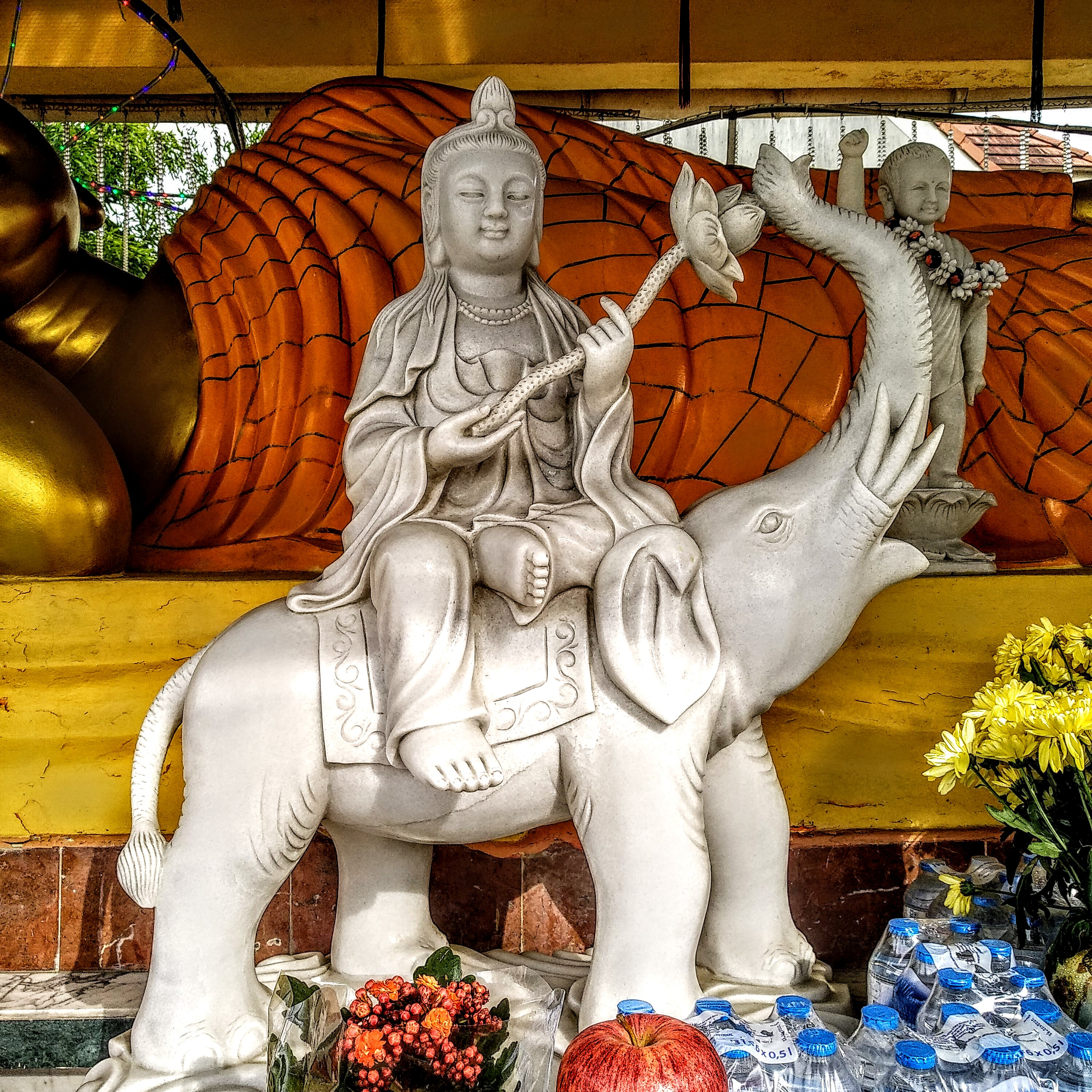
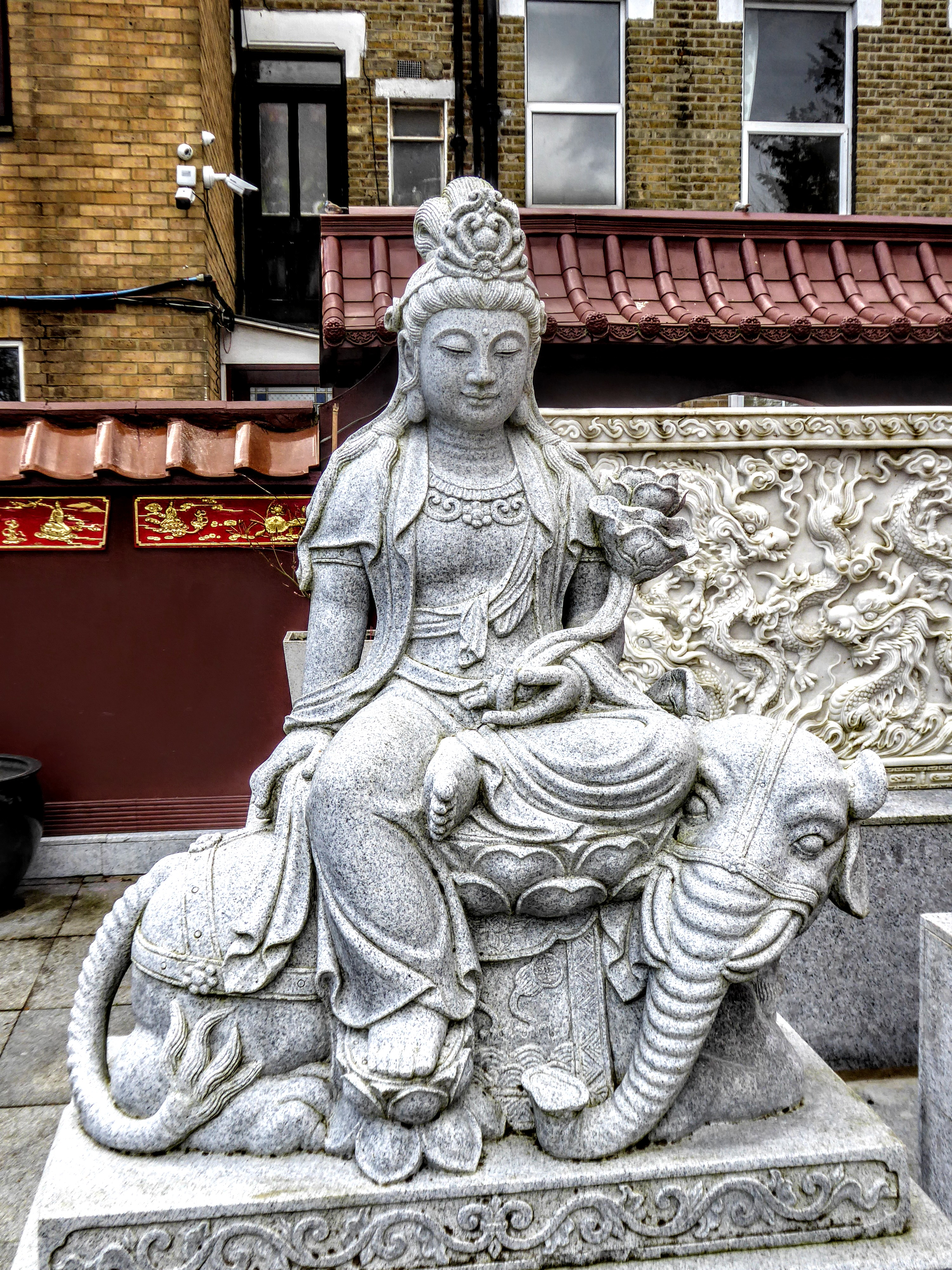
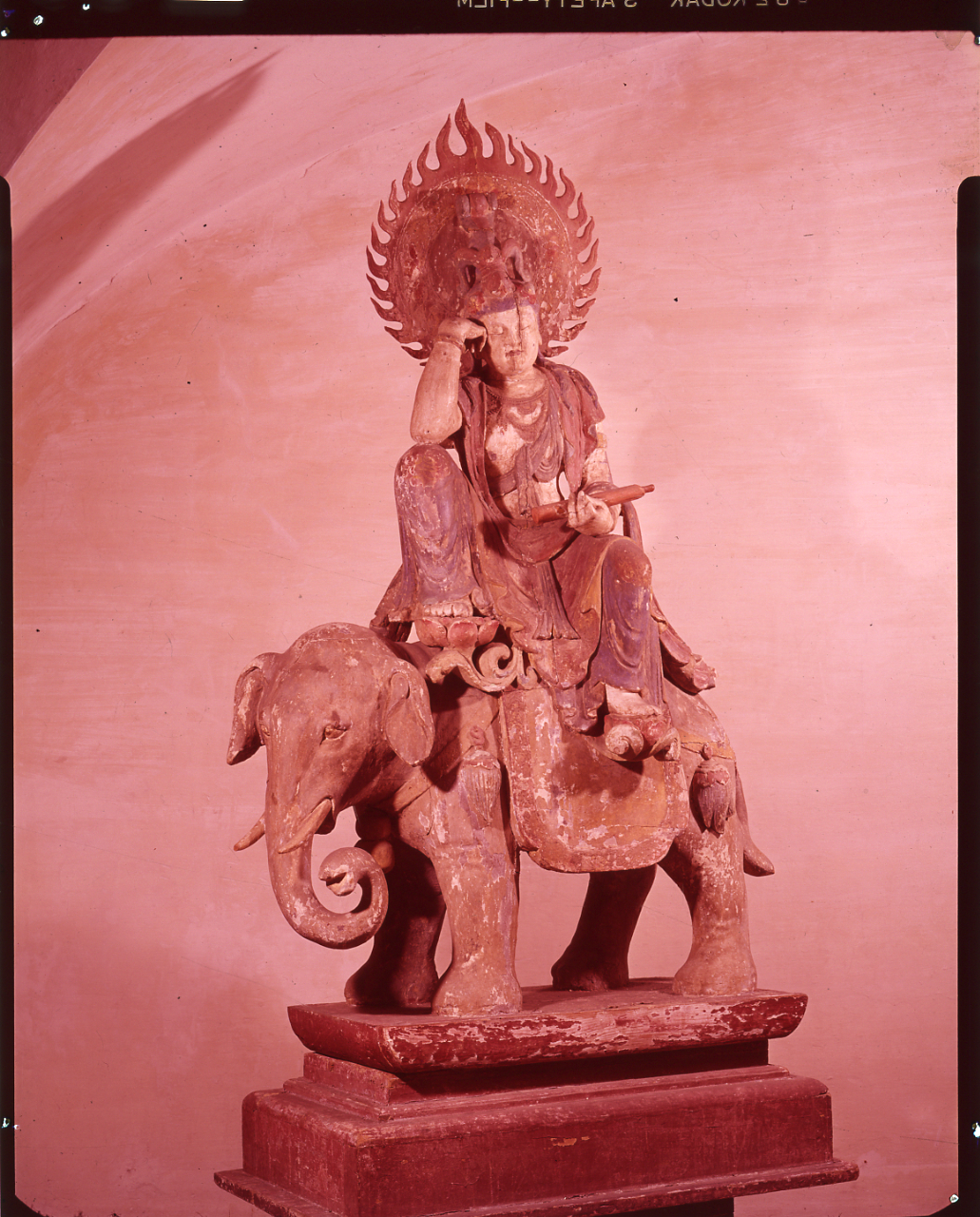
一對象牙
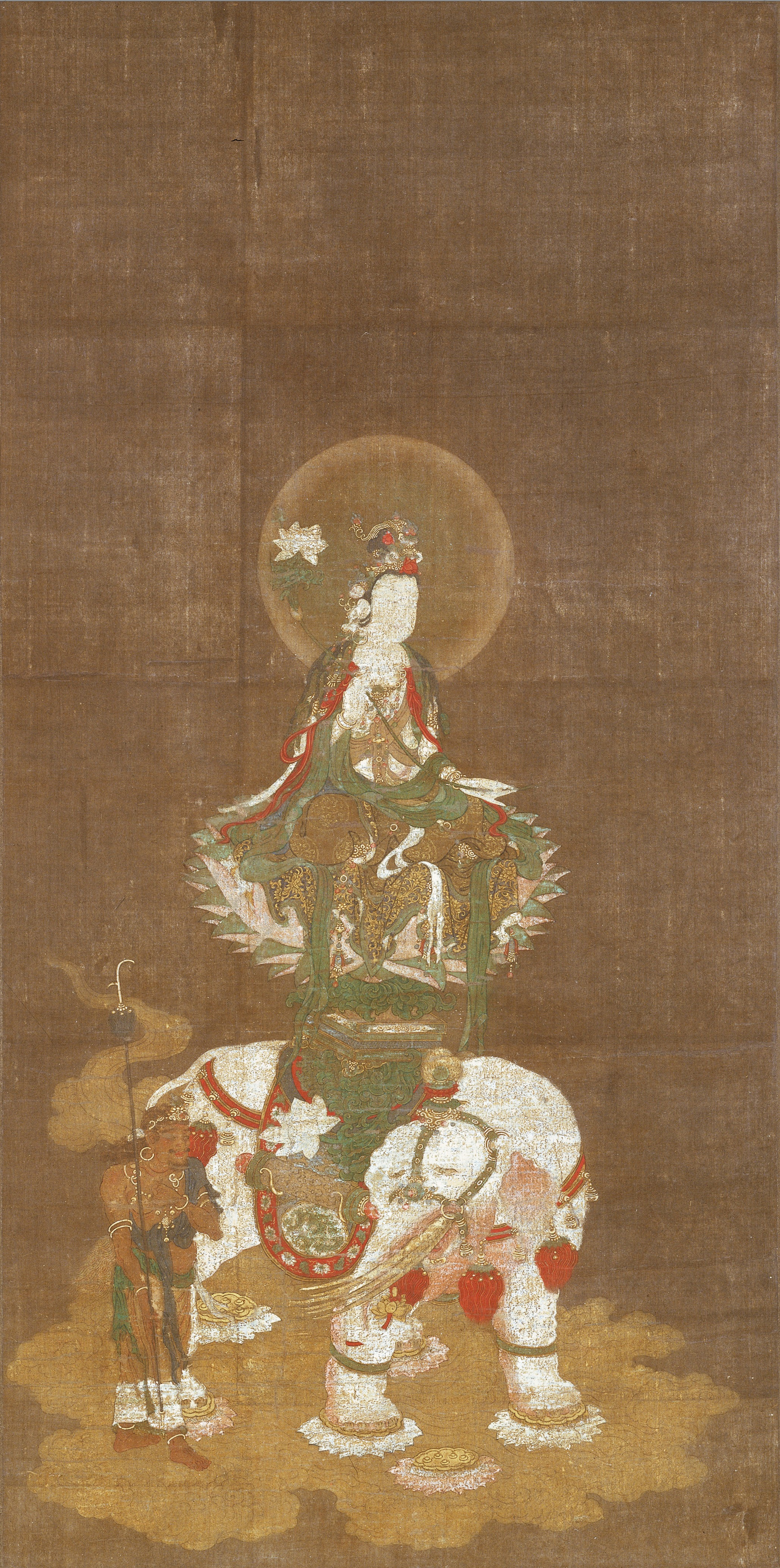
六對象牙
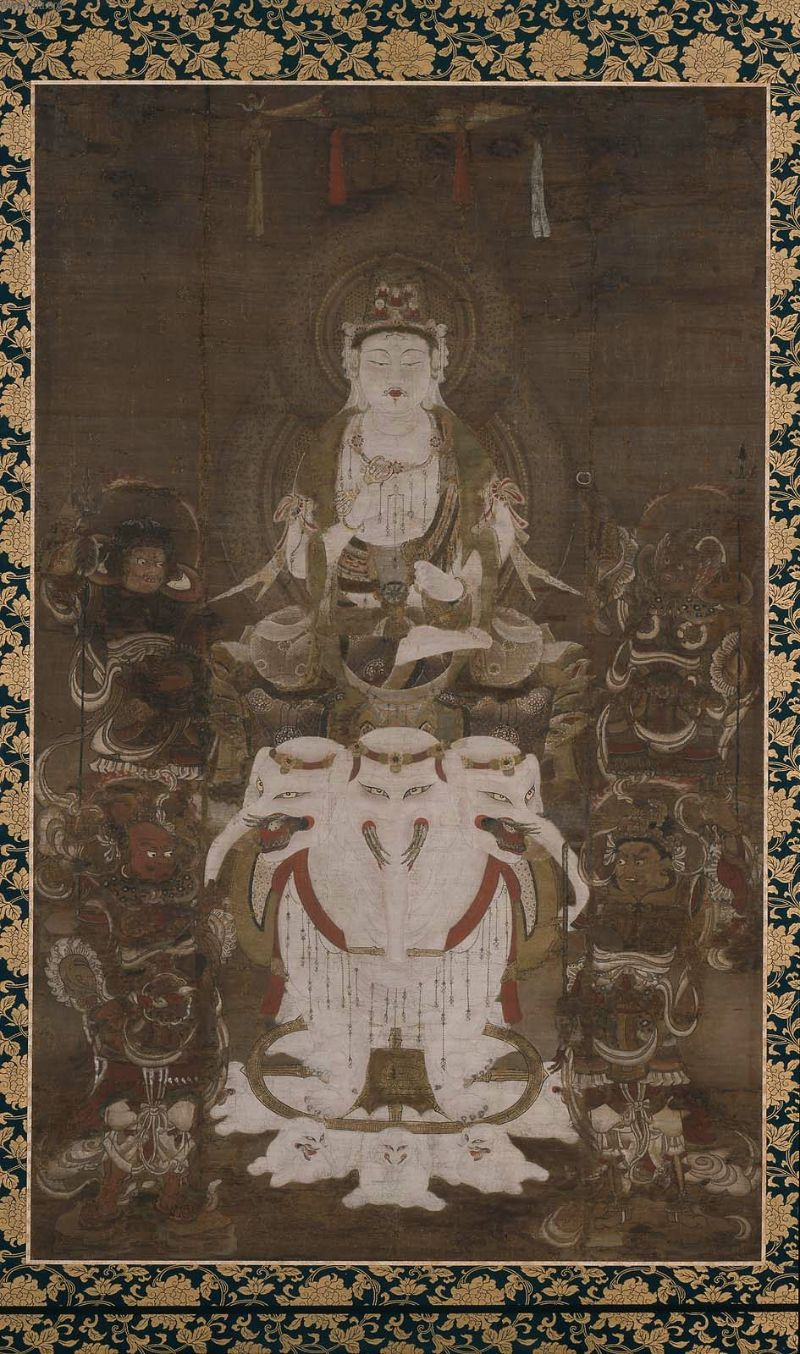
三首六牙
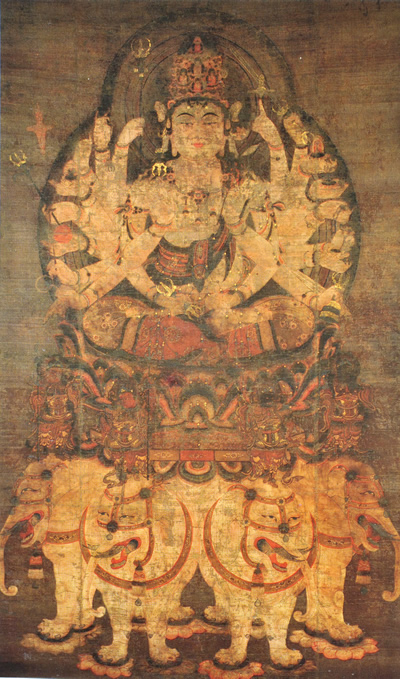
四頭白象
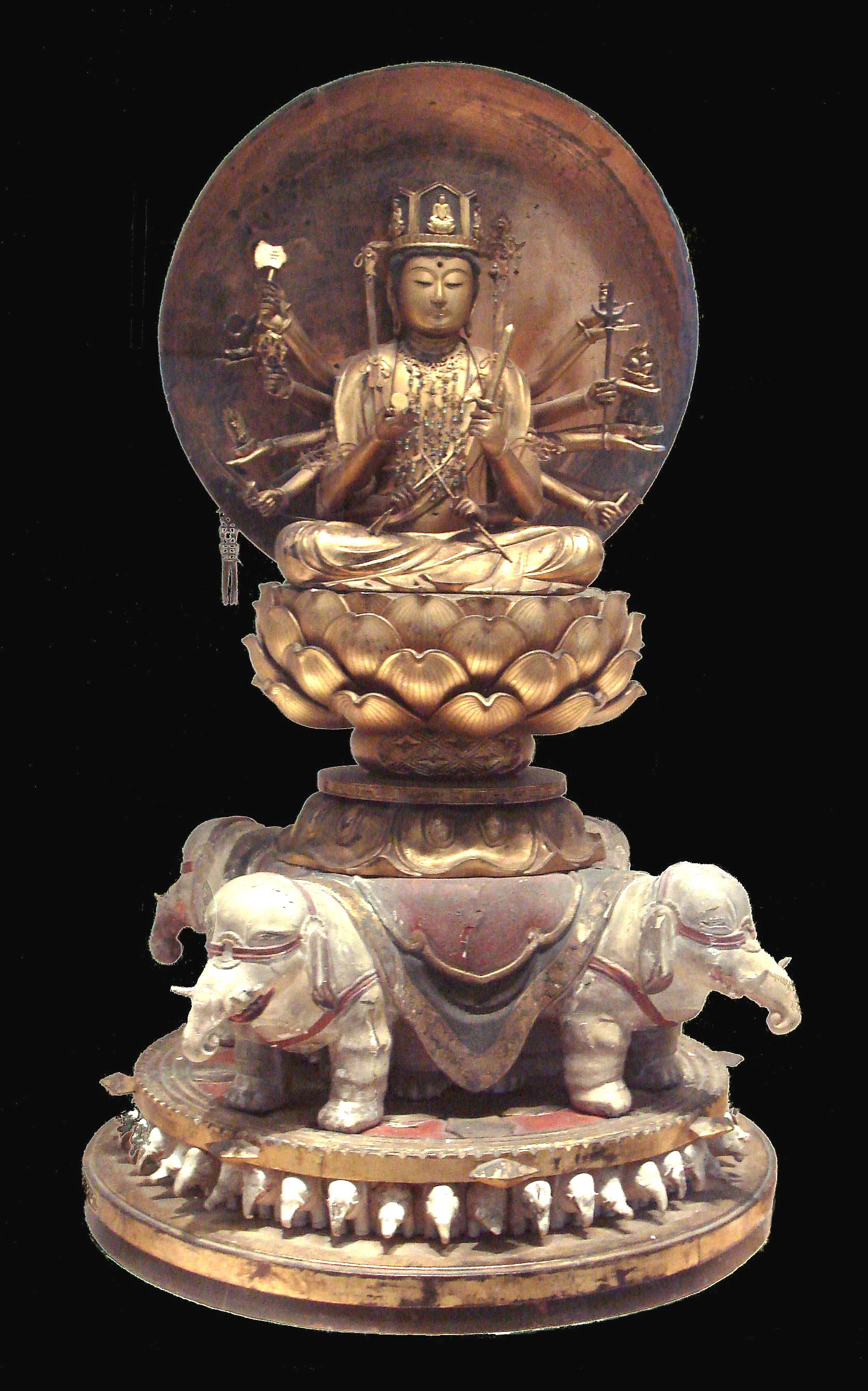
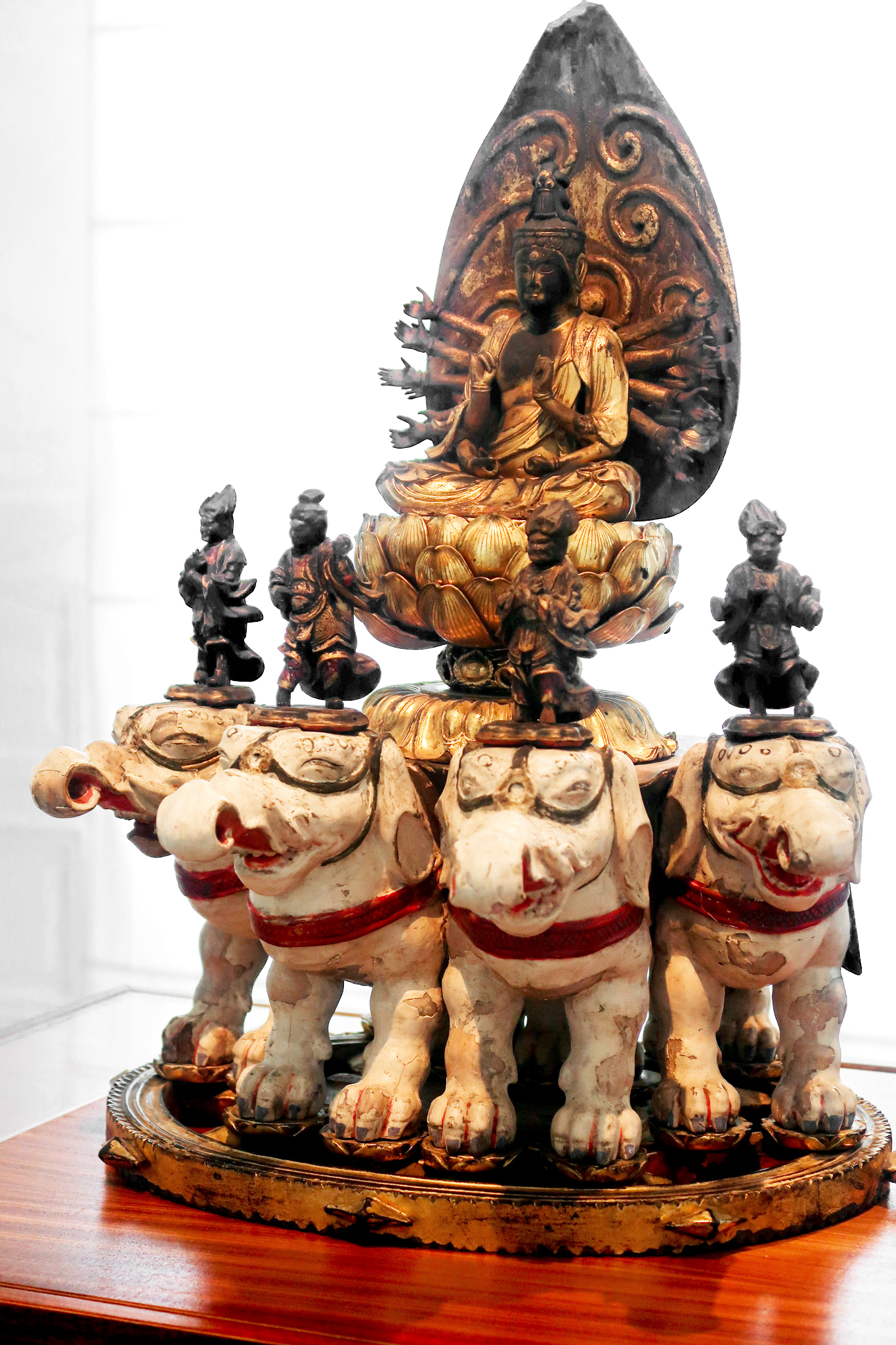

## 註記
1. ↑  參見關聯圖像
2. ↑  靈牙仙於第72回初登場時，作金牙仙。